# KAFOS
KAFOS (тур. Karadeniz Fiber Optik Sistemi) - подводный телекоммуникационный кабель, проложенный по дну Чёрного моря. Обеспечивает связью Турцию, Болгарию и Румынию. Общая протяжённость кабеля составляет 504 км. Введён в действие 13 июня 1997 года .
Имеет пункты присоединения в следующих пунктах:
1. Стамбул, Турция;
2. Варна, Болгария;
3. Мангалия, Румыния.

Скорость передачи информации по кабелю составляет 622 Мбит/секунду.